# 2023 рік в історії ЛГБТ
У списку наведено визначні події в історії прав ЛГБТ, які відбулися у 2023 році.

## Події

### Лютий
- 1 лютого —
  - У Словенії набув чинності закон про легалізацію одностатевих шлюбів[1].
  - Парламент Фінляндії прийняв закон, який дозволяє трансгендерним людям змінювати свою юридичну стать, не потребуючи безпліддя чи попередньої стерилізації[2].
- 6 лютого — Останній апеляційний суд Гонконгу постановив, що урядова політика, яка змушує трансгендерів робити операцію зі зміни статі перед зміною статі в посвідченні особи, є неконституційною[3].
- 7 лютого — На Кюрасао набуло чинності рішення суду про легалізацію визнання одностатевих пар та одностатевих шлюбів[4].
- 9 лютого — Сенат Іспанії 144 голосами «за», 108 «проти» і 2 утримавшись прийняв ley trans, законопроєкт, який дозволяє всім трансгендерам віком від 16 років законно змінювати свою стать, просто підписавши декларацію, без необхідності на попередню психологічну консультацію з терапевтом, а трансгендери віком від 12 до 16 років на законну зміну статі за певних умов.
- 16 лютого — ley trans був прийнятий парламентом Іспанії після того, як Конгрес депутатів схвалив його в другому читанні 191 голосом «за», 60 «проти» і 91 утримався[5].
- 17 лютого —
  - В Андоррі набув чинності закон про легалізацію одностатевих шлюбів[6][7].
  - Уряд Сполученого Королівства використав розділ 35 Закону про Шотландію 1998 року, щоб заблокувати законопроєкт про реформу гендерного визнання (Шотландія) від отримання королівської згоди, фактично наклавши на нього вето[8]. Якби законопроєкт прийняли, транс-громадянам Шотландії було б простіше змінити свою юридичну стать.
- 23 лютого — Вищий суд Південної Кореї визнав правовий статус одностатевих пар, виносячи рішення у справі про право одностатевого партнера на подружнє страхування за національною службою медичного страхування[9][10].
- 24 лютого — Верховний суд Кенії постановив, що навіть якщо гомосексуальні зносини заборонені законом, захищене конституцією право на свободу вираження думок і зібрань також поширюється на групи захисту прав ЛГБТ[11].

### Березень
- 2 березня — закон ley trans набув чинності в Іспанії.
- 20 березня — Верховний суд Непалу виносить необов’язкову постанову, в якій вимагає від уряду визнати одностатеві шлюби в країні[12].
- 21 березня — Парламент Уганди шляхом голосування прийняв законопроєкт про боротьбу з гомосексуальністю, який передбачає смертну кару для «гомосексуалів з обтяжуючими обставинами» (визначення, яке включає тих, хто був засуджений за гомосексуальність більше ніж один раз, і тих, хто вступає в гомосексуальний секс з особою старше 75 років[13], або з особою з інвалідністю) і позбавленням волі до 20 років для «пропагандистів гомосексуальності».

### Квітень
- 14 квітня — Парламент Островів Кука прийняв поправку до закону про злочини (сексуальні злочини) 2023 року, яка декриміналізує гомосексуальність[14][15].

### Травень
- 16 травня — Законодавчий юань Тайваню ухвалив законопроєкт, який надає одностатевим парам повне право усиновлення[16].
- 25 травня — Парламент Кіпру прийняв законопроєкт про криміналізацію конверсійної терапії[17].
- 29 травня — Президент Уганди Йовері Мусевені підписав законопроект про боротьбу з гомосексуальністю.

### Червень
- 1 червня — Набуває чинності поправка до законопроєкту про злочини (сексуальні злочини) 2023 року, яка декриміналізує гомосексуальність на Островах Кука[15].
- 10 червня — Парламент Ісландії прийняв законопроект про криміналізацію конверсійної терапії 53 голосами «за» і 3 утрималися.